# Sam Butera
Sam Butera (New Orleans, 17 agosto 1927 – Las Vegas, 3 giugno 2009) è stato un sassofonista, arrangiatore e bandleader statunitense, noto soprattutto per le sue collaborazioni con Louis Prima.
Sam Butera è considerato un musicista crossover capace di esibirsi con la stessa facilità sia nel genere R&B che nel post-big band pop-jazz style che ha distinto la scena dei primi night club di Las Vegas. I suoi assoli, eseguiti con la tecnica del growl (graffiato) e permeati di grande energia, sono considerati determinanti per il successo di Louis Prima.

## Biografia
Nato e vissuto per i primi anni della sua vita a New Orleans, viene spinto alla musica dal padre Joe e dopo un primo approccio alla chitarra, a 7 anni si avvicina al sassofono, lo strumento che diverrà la base portante della sua vita artistica. Enfant prodige, diventa professionista a 14 anni, suonando in uno strip club di New Orleans.

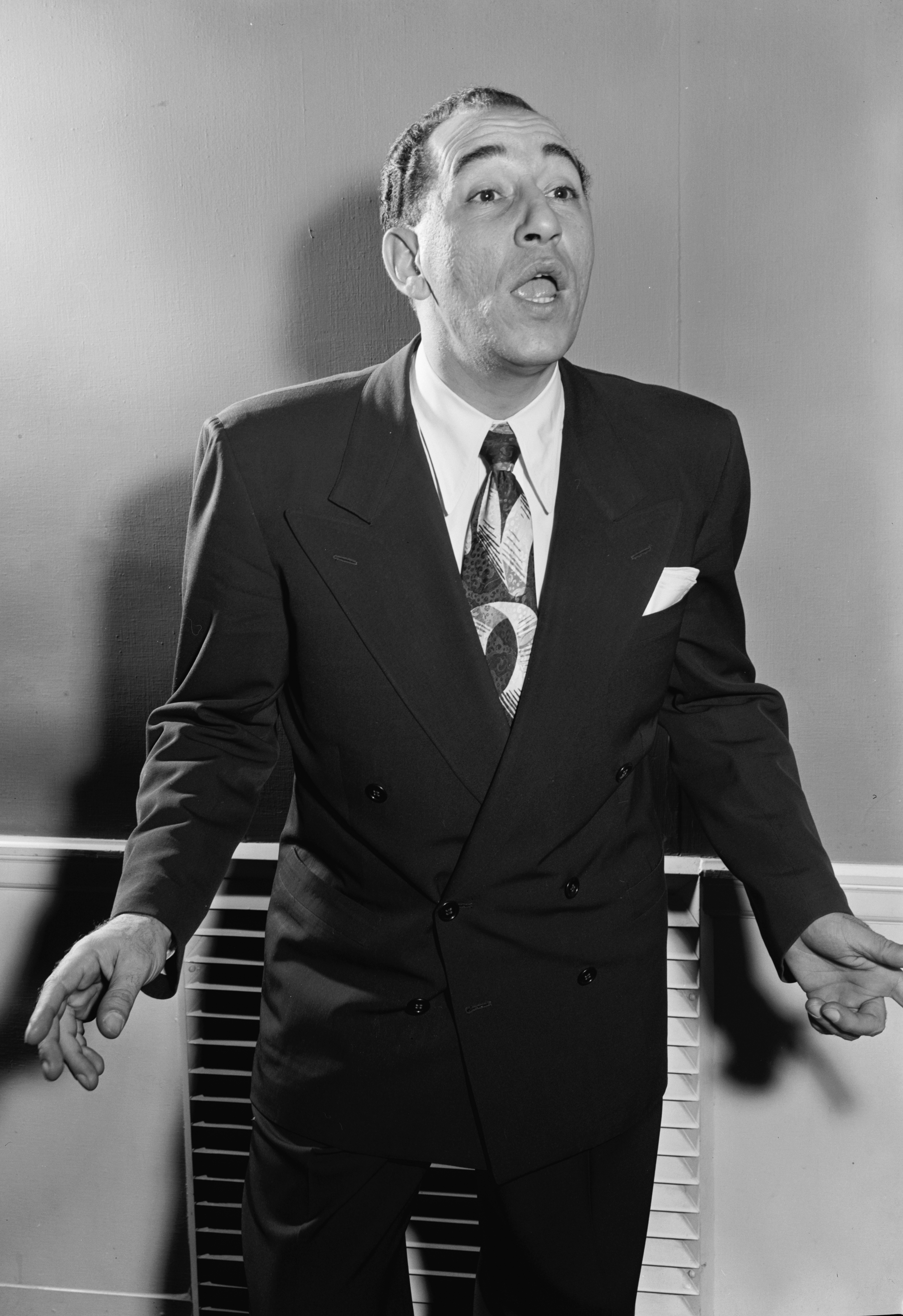
Louis Prima formò un ferreo sodalizio con Sam Butera

Qualche anno dopo entra a far parte dell'orchestra del batterista Ray McKinley, con cui avrà le prime esperienze in studio di registrazione. A 18 anni, dopo un concorso alla Carnegie Hall di New York, la sua performance spinge il critico della rivista Look a definirlo «uno dei più promettenti giovani jazzmen degli Stati Uniti». Da allora sarà un crescendo professionale che lo porterà a 25 anni ad avere già affrontato esperienze di primo piano suonando nelle orchestre di Tommy Dorsey, Joe Reichman, Al Hirt e Paul Gayten.
È stato per oltre vent'anni il leader e arrangiatore della band Sam Butera & The Witnesses  che accompagnava Louis Prima e Keely Smith e con cui realizzò numerose registrazioni. Nel corso degli anni settanta ha lavorato in concerti e in studi di registrazione anche con Frank Sinatra e Sammy Davis Jr., con il quale nel 1965 aveva già inciso l’album When the Feeling Hits You! – Sammy Davis Meets Sam Butera & The Witnesses.
Nel 1999 è stato inserito nella Las Vegas Hall of Fame e nello stesso anno è stato una frequente guest star ai concerti di Van Morrison, a cui è seguita nel 2003 un'altra collaborazione con il cantante britannico che lo ha portato in Regno Unito e in Germania.
Per gravi motivi di salute è costretto ad abbandonare l'attività nel 2004 e, dopo una carriera che lo aveva visto tra i protagonisti degli spettacoli e delle notti di Las Vegas, muore il 3 giugno 2009 nella città del  Nevada all'età di 81 anni.